# Mujer desnuda sentada
Mujer desnuda sentada es una pintura al óleo sobre lienzo realizada por el pintor francés Pierre-Auguste Renoir entre los años 1890 y 1900. Pertenece a la colección del Museo Soumaya de México, D.F. Esta obra es parte del tema de bañistas que, con diferentes estilos, el artista comenzó a trabajar hacia finales del siglo XIX. Renoir enfatiza en la sensualidad de las figuras femeninas mostrándolas en espacios abiertos y cerrados.
Renoir afirmaba que "Pocas cosas existen como el cuerpo desnudo de una mujer. La mujer desnuda emerge del mar o de la cama, la podemos llamar Venus o Niní, pero nunca podemos inventar nada mejor."